# الدوري السويدي الممتاز 2014
الدوري السويدي الممتاز 2014 (بالسويدية: Fotbollsallsvenskan 2014)‏ هو الموسم 90 من  الدوري السويدي الممتاز. أقيم خلال الفترة 30 مارس 2014 وحتى 1 نوفمبر 2014، وكان عدد الأندية المشاركة فيه  16، وفاز فيه نادي مالمو.